# 윤호선
윤호선(尹豪善, 1914년 3월 21일 ~ 1982년 2월 2일)은 대한민국의 언론인 겸 출판인이다. 상공신문사의 사장과 상공통신사의 대표를 역임했다.

## 같이 보기
- 상공신문
- 상공통신사
- 윤치성
- 윤치병
- 윤치영
- 윤보선

## 참고 자료
- 상공통신사[깨진 링크(과거 내용 찾기)]
- 全國企業體總覽 1958년판 (대한상공회의소, 1958)